# Jacques Chastenet
Jacques Chastenet de Castaing (Paris, 20 de abril de 1893 — 7 de fevereiro de 1978) foi um jornalista, historiador e diplomata francês.
Foi eleito para a cadeira 40 da Academia Francesa, em 29 de novembro de 1956.

## Obras
- A vida de Isabel I de Inglaterra (1959) - no original Elisabeth I ére, tradução para o português por José Saramago